# 18240 Mould
18240 Mould è un asteroide della fascia principale. Scoperto nel 1973, presenta un'orbita caratterizzata da un semiasse maggiore pari a 2,4677655 UA e da un'eccentricità di 0,1286975, inclinata di 6,57267° rispetto all'eclittica.